# Tamar Zandberg

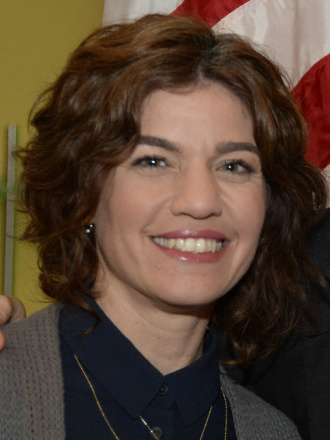
Tamar Zandberg (2017)

Tamar Zandberg (hebräisch תמר זנדברג‎, * 29. April 1976 in Ramat Gan) ist eine israelische Politikerin der Partei Meretz.

## Leben
Zandberg studierte Rechtswissenschaften an der Universität Tel Aviv. 
Zunächst studierte sie Psychologie und Wirtschaft an der Hebräischen Universität Jerusalem.
Anschließend absolviert sie ein Masterstudium in Politikwissenschaften und Psychologie an der Ben-Gurion-Universität im Negev. 
Zandberg ist seit 2013 Abgeordnete in der Knesset. Ende März 2018 wurde sie als Nachfolgerin von Zehava Gal-On zur Vorsitzenden ihrer Partei Meretz gewählt. Den Posten hatte sie bis Ende Juni 2019 inne; Nitzan Horowitz wurde zu ihrem Nachfolger gewählt.
Am 13. Juni 2021 wurde sie als Ministerin für Umweltschutz in das Kabinett Bennett-Lapid berufen.
Zandberg ist geschieden und hat eine Tochter aus ihrer ersten Ehe mit Uri Tuval und eine zweite Tochter mit ihrem Lebensgefährten Uri Zaki, ehemaliger Direktor der Nichtregierungsorganisation B’Tselem in den Vereinigten Staaten.
Sie leben zusammen in Tel Aviv.
Ihr Bruder ist der israelische Fußballspieler Michael Zandberg.